# Modisimus sexoculatus
Modisimus sexoculatus là một loài nhện trong họ Pholcidae. Loài này được phát hiện ở Puerto Rico